# Fessenheim
Fessenheim (en alsacià Fassene) és un municipi francès, situat a la regió del Gran Est, al departament de l'Alt Rin. L'any 2004 tenia 2.195 habitants. Al seu terme hi ha la Central nuclear de Fessenheim

## Demografia
| 1962 | 1968 | 1975  | 1982  | 1990  | 1999  |
| ---- | ---- | ----- | ----- | ----- | ----- |
| 481  | 896  | 1.653 | 2.002 | 2.000 | 2.097 |

## Administració
| Període   | Identitat        | Partit |
| --------- | ---------------- | ------ |
| -1989     | Alain Weil       |        |
| 1989-2008 | Alain Foechterlé |        |
| 2008-2014 | Fabienne Stich   |        |
| 14-20200  | Claude Brender   |        |

## Personatges il·lustres
- Victor Schœlcher, polític francès originari de Fessenheim.